# Titanus giganteus
Pour les articles homonymes, voir Titan et Titanus (homonymie).
Titanus · Titan
Genre
Espèce
Le scarabée Titan (Titanus giganteus) ou Titan est une espèce d'insectes coléoptères, de la famille des Cérambycidés. C'est la seule espèce connue du genre Titanus.

## Présentation
Le scarabée Titan est l'un des plus gros représentants de sa famille dans le monde. Il est candidat au titre de plus gros coléoptère du monde avec une taille dépassant 16 cm (le plus grand Titan découvert mesurait 16,7 cm). En fait, on peut le considérer comme le plus grand des coléoptères car il surpasse toutes les autres espèces par la longueur de son corps ; les seuls qui lui disputent ce titre, comme le Dynaste Hercule, ne l'égalent, voire ne le dépassent de peu, que grâce aux « cornes » dont leur prothorax est pourvu.
Les adultes (imagos) possèdent de solides mandibules et trois épines de chaque côté du prothorax. Ils se reproduisent mais ne se nourrissent pas : ils ne survivent que quelques semaines, jusqu'à l'épuisement de leurs réserves de graisse. Nocturnes, les mâles sont attirés par la lumière (et donc vulnérables à la pollution lumineuse) alors que les femelles y sont insensibles.

## Description
Le scarabée Titan est un gros coléoptère de couleur noire à rouge doté de grandes antennes noires et de grosses et puissantes mandibules. Son thorax est hérissé de piques. Il possède de longues pattes et de grands yeux.

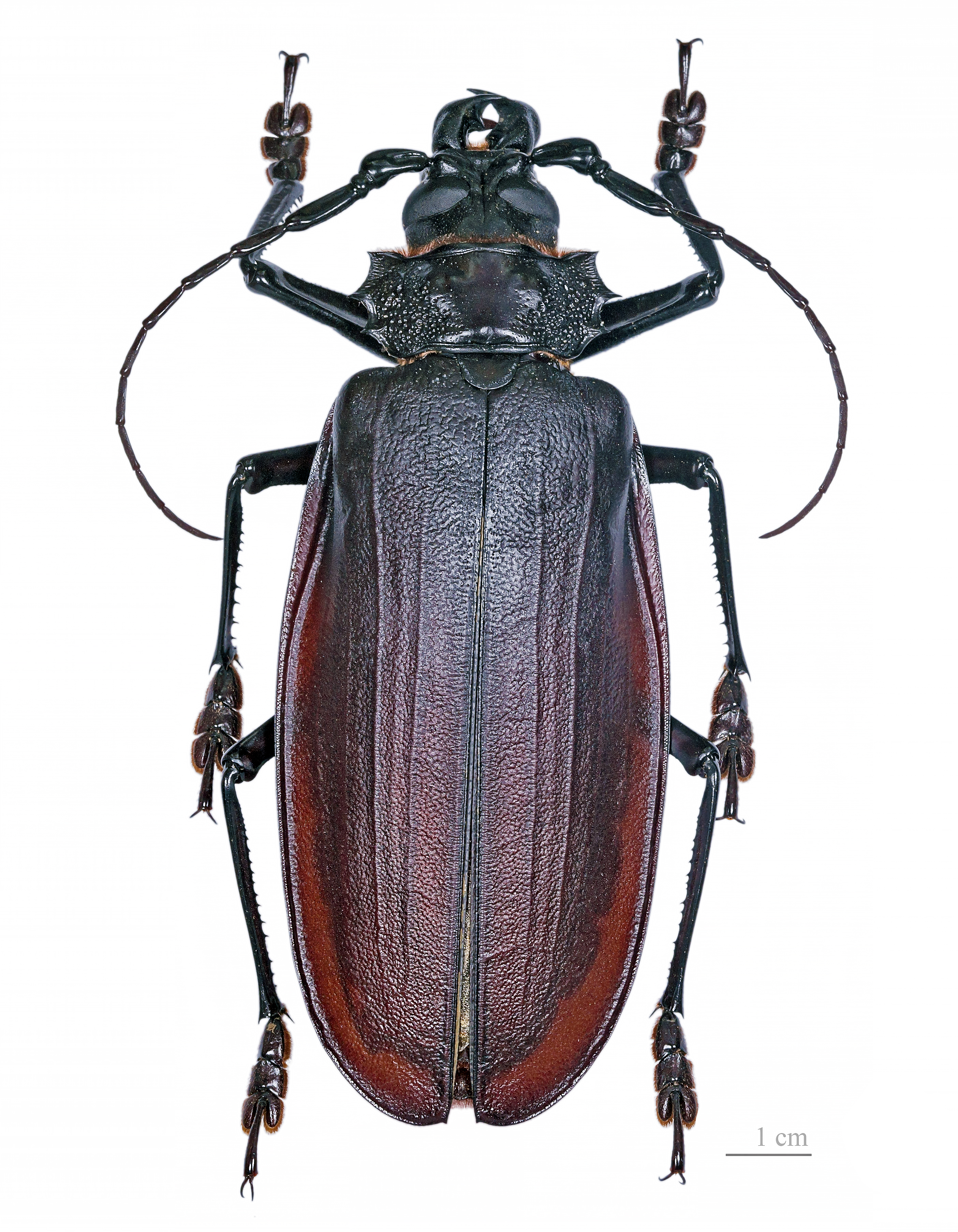
Face dorsale ♂
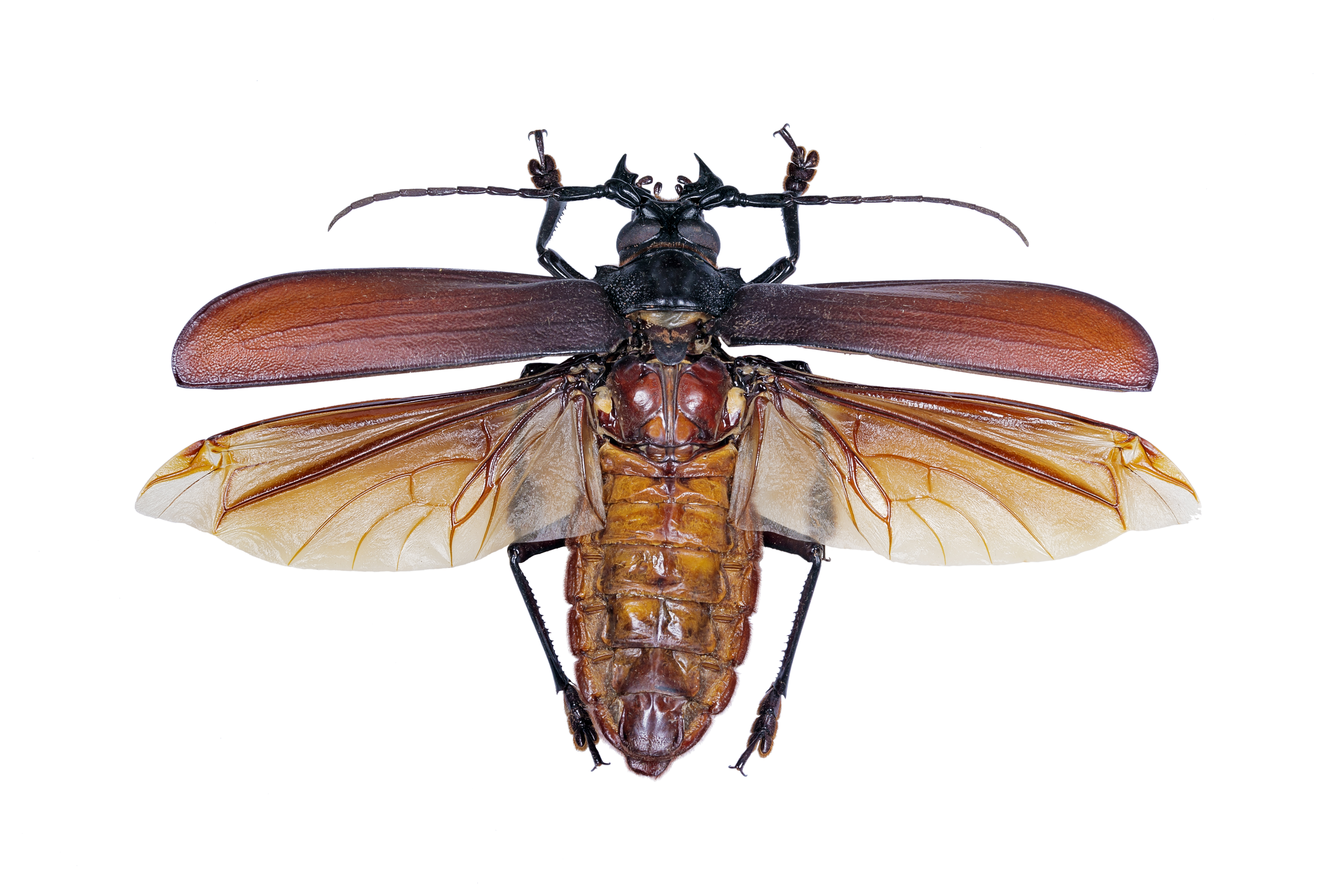
Posture de vol face dorsale ♂
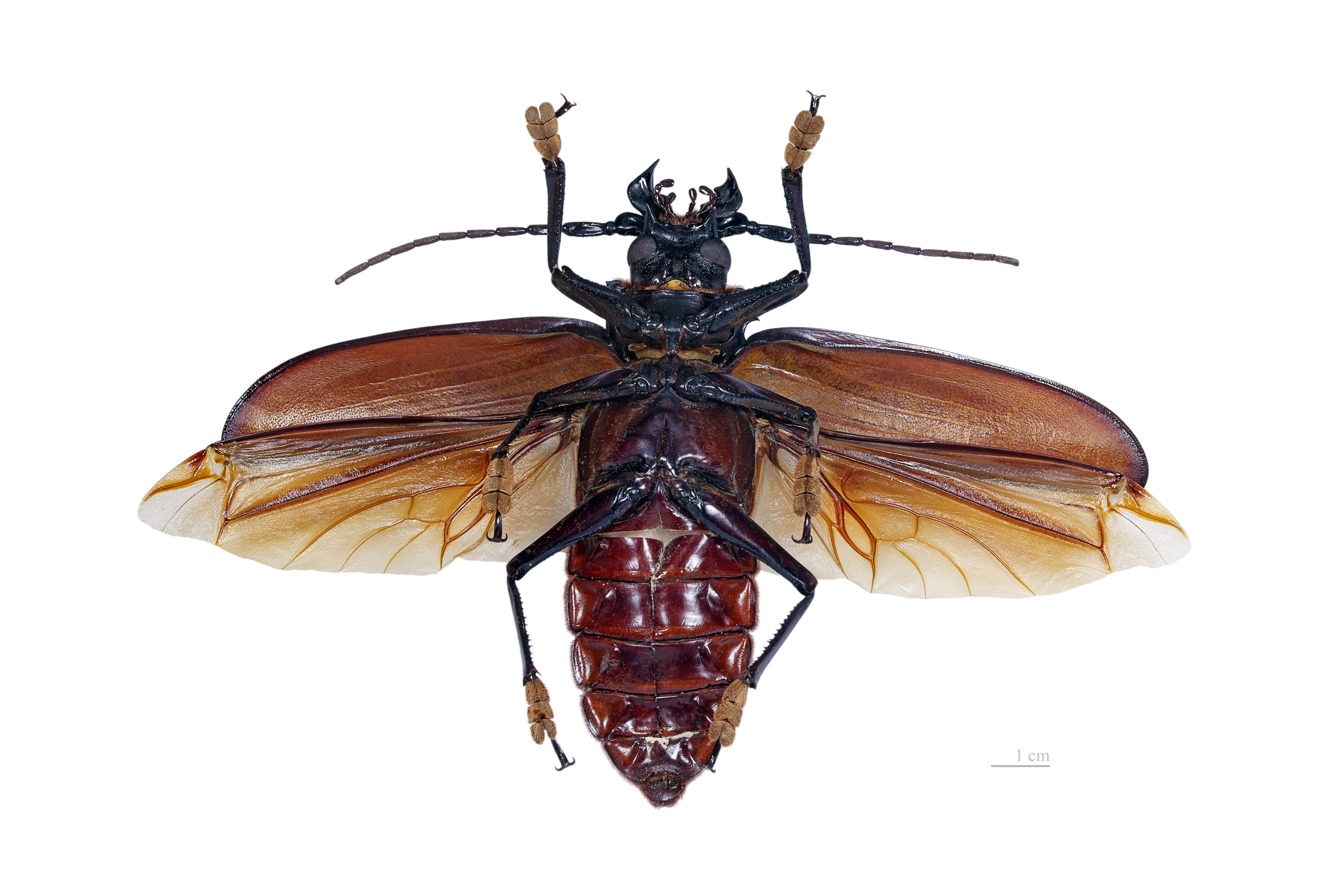
Posture de vol face ventrale ♂
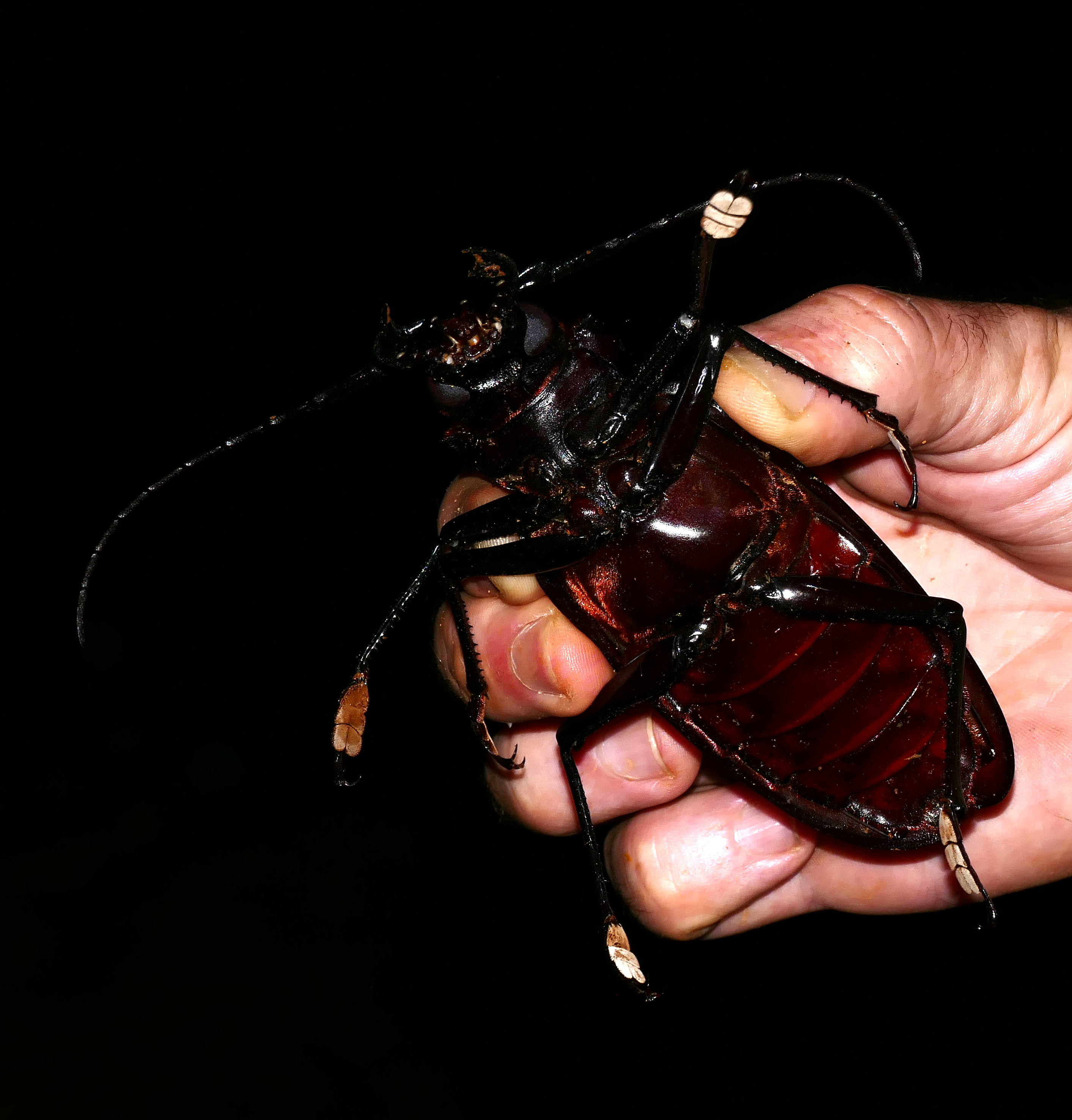
Titanus giganteus dans une main

## Distribution
Il se rencontre dans la forêt amazonienne de Colombie, du Pérou, d'Équateur, de Guyane (Suriname, Guyana et Guyane) et du Brésil.

## Biologie
Les femelles sont beaucoup moins fréquemment observées que les mâles. Les mâles volent en pleine nuit et sont attirés par les pièges lumineux. Leur cycle biologique est mal connu.
Les mâles se défendent par des sifflements d'alerte et se combattent à l'aide de leurs mandibules et de leurs épines.

## Systématique
L'espèce a été décrite par le naturaliste suédois Carl von Linné en 1771 sous le nom initial de Cerambyx giganteus. Le genre a été décrit par l'entomologiste français Jean Guillaume Audinet-Serville en 1832.

### Synonymie[2]
Pour le genre
Percnopterus (Gistel, 1848)
Pour l'espèce
Cerambyx giganteus Linnaeus, 1771 - protonyme
Percnopterus giganteus (Linnaeus, 1771) par Gistel en 1848
Prionus giganteus (Linnaeus, 1771) par Fabricius en 1775

### Nom vernaculaire
- Scarabée Titan[3]
- Titan[1]